# HC Bolzano
HC Bolzano (južnotirolsko HC Bozen) je italijanski hokejski klub, ki od sezone 2013/14 kot prvi italijanski klub nastopa v ligi EBEL. Klub je bil ustanovljen leta 1933, domače tekme igrajo v dvorani Palaonda v Bolzanu. HC Bolzano je devetnajstkrat osvojil naslov italijanskega državnega prvaka.

## Lovorike
- Italijanska liga
  - Prvak: 19 (1962/63, 1972/73, 1976/77, 1977/78, 1978/79, 1981/82, 1982/83, 1983/84, 1984/85, 1987/88, 1989/90, 1994/95, 1995/96, 1996/97, 1997/98, 1999/00, 2007/08, 2008/09, 2011/12)

- Italijanski pokal
  - Zmagovalec: 3 (2003/04, 2006/07, 2008/09)

- Alpska liga
  - Prvak: 1 (1993/94)

## Znameniti hokejisti
Glej tudi Kategorija:Hokejisti HC Bolzano.
| - B.J. Abel - Roger Akerstrom - Glenn Anderson - Aleksander Andrijevski - Chris Bahen - Dave Baseggio - Scott Beattie - Oleg Belov - Brian Belcastro - Mustafa Bešić - James Black - Jim Boni - Robin Bouchard - Steve Bozek - Markus Brunner - Greg Bullock - Jim Camazzola - Joe Ciccarello - Martin Crepaz - Dan Currie - Phil DeGaetano - Matt DeMarchi - Doug Derraugh - Joel Dezainde - Nate DiCasmirro - Paul DiFrancesco - Flavio Faggioni - Mario Doyon | - Mark Dutiaume - Daniel Fernholm - Ron Flockhart - Dominic Forget - Martin Gendron - David Gorfer - Michael Guentner - Phil Groeneveld - Chris Hajt - Guenther Hell - Gorazd Hiti - Rudi Hiti - Viktors Ignatjevs - Tony Iob - Kim Issel - Lars Ivarsson - Jaromír Jágr - Torbjorn Johansson - Regan Kelly - Jordan Krestanovich - Cory Laylin - Björn Leonhardt - Carlyle Lewis - Brian Loney - Jamie Lundmark - Kim Maier - Bob Manno - Daniel Marois | - Igor Maslenikov - Shayne McCosh - Paul Messier - Árpád Mihály - Robert Mulick - Jason Muzzatti - Mark Napier - Fredrick Nasvall - Sergei Naumov - Jeff Nelson - Jan Nemecek - Mario Nobili - Robert Oberrauch - Josh Olson - Gates Orlando - Drew Omicioli - Mike Omicioli - Grigorijs Panteļejevs - Dave Pasin - Gino Pasqualotto - Martin Pavlu - Michel Petit - Neil Petruic - Frank Pietrangelo - Ray Podloski - Jyrki Poikolainen - Trevor Prior - Marco Poulsen | - Mikko Purontakanen - Deron Quint - Jeff Ricciardi - Jorgen Rickmo - Mike Rosati - Adam Russo - Peter Schaefer - James Schaafsma - Jeff Sebastian - Ari-Pekka Siekkinen - Bud Smith - Regan Stocco - Jonas Stöpfgeshoff - Patrice Tardif - Lucio Topatigh - Sylvain Turgeon - Perry Turnbull - Tony Tuzzolino - Carmine Vani - Mihail Vasiljev - Teemu Viherva - Juha Virenius - Sergej Vostrikov - Ramil Juldašev - Rob Zamuner - Bruno Zarrillo - Andrej Žukov - Demian Zucal |